# Mühltal
Mühltal ist eine Gemeinde im Vorderen Odenwald, südöstlich von Darmstadt im südhessischen Landkreis Darmstadt-Dieburg. Sie entstand 1977 im Rahmen der hessischen Gebietsreform. Die seit vorchristlicher Zeit besiedelte Gegend war bis zum Beginn des 20. Jahrhunderts vor allem durch ihre Mühlenstandorte gekennzeichnet.

## Geographie
Das Gemeindegebiet von Mühltal beinhaltet
- den unteren Abschnitt des Talverlaufes der Modau, bevor sie mit dem Mühltaler Gemeindegebiet gleichzeitig den Odenwald verlässt und in die Oberrheinische Tiefebene (Rheinebene) eintritt, und
- die Seitentäler der Modauzuflüsse, die in der Gemarkung Nieder-Ramstadt in die Modau einmünden. Das sind die Täler des Waschenbaches und der Mordach, die in ihrem Oberlauf „Beerbach“ heißt.

Insgesamt umfasst das Mühltal mit seinen Nebentälern damit den Naturraum des nordwestlichen Odenwaldes und den nördlichen Abschnitt des Bergstraßen-Höhenzuges mit seiner Kette von Burgen und Schlössern. Nördlichstes Glied ist die auf dem „Langenberg“ liegende Burg Frankenstein, die zum Gemeindegebiet Mühltal gehört. Das Tal und das Gemeindegebiet sind erschlossen durch die A 5 (Ausfahrt 27 Darmstadt-Eberstadt/…/Mühltal), den Bundesstraßen 426 und 449, Landes- und Kreisstraßen, ÖPNV-Verbindungen nach allen Richtungen sowie der Odenwaldbahn (Darmstadt–Eberbach).

Mühltal und seine Ortsteile

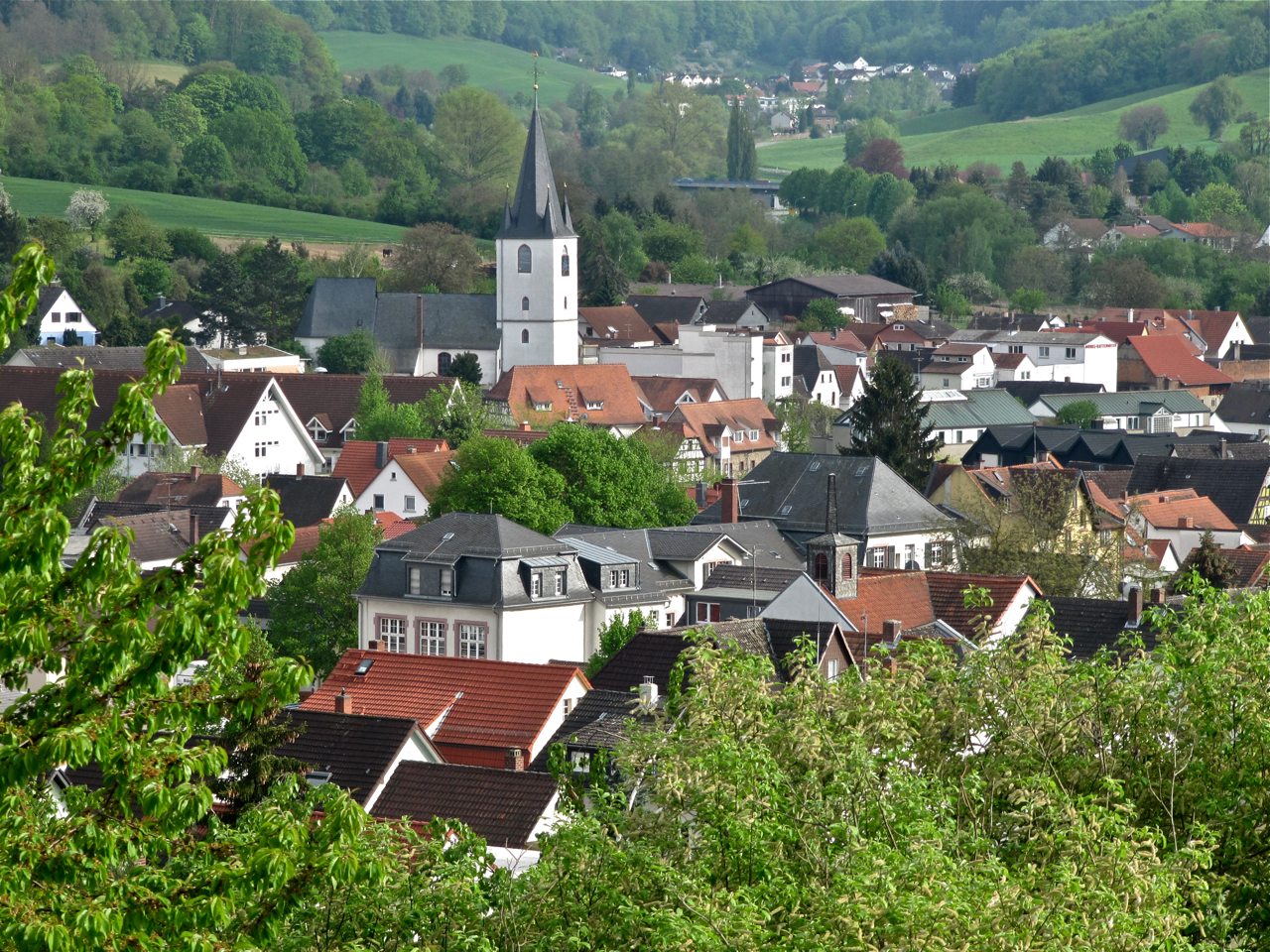
Blick auf Nieder-Ramstadt

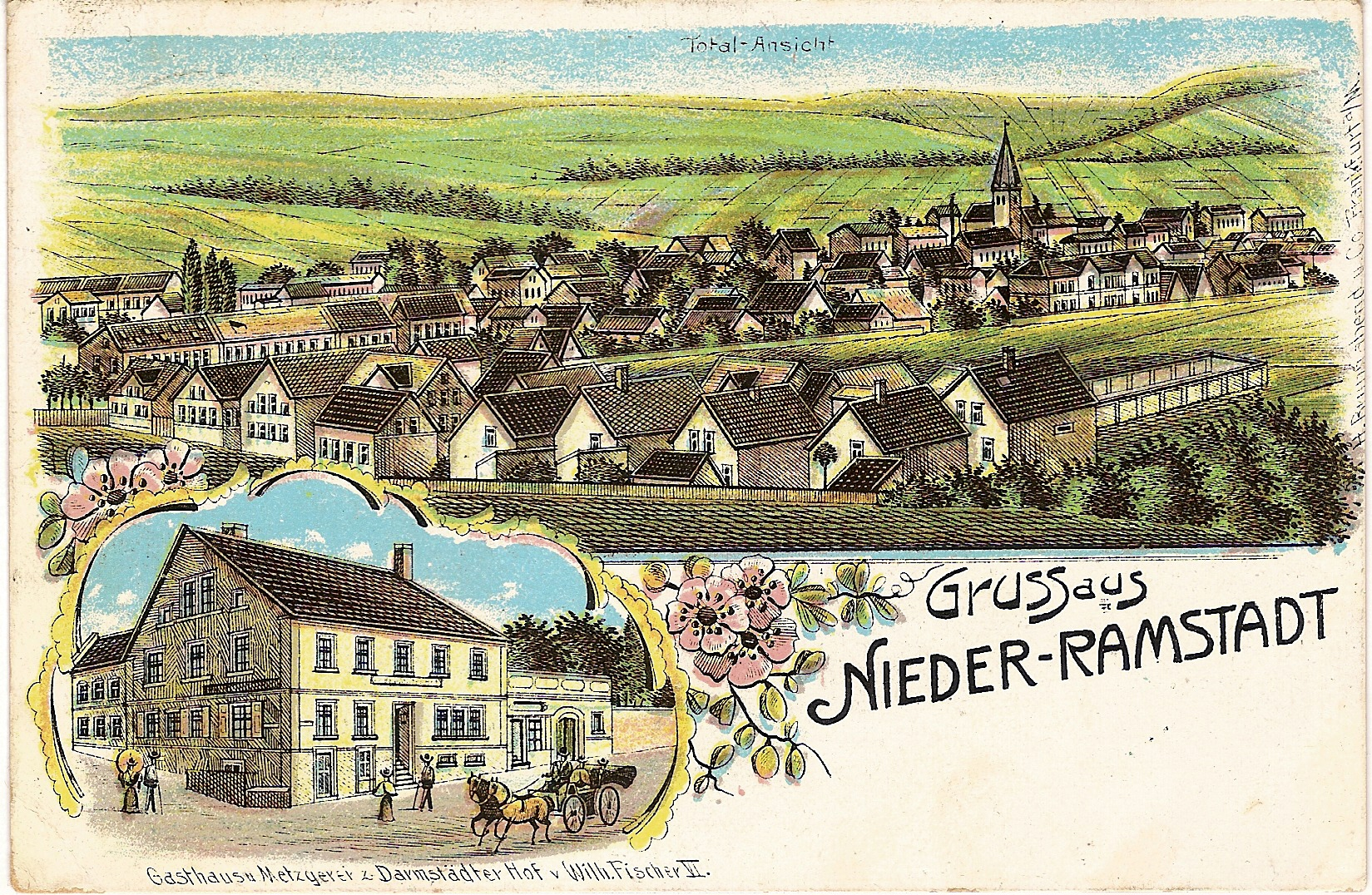
Ansicht von Nieder-Ramstadt nach einer Postkarte von 1907

## Nachbargemeinden
Im Norden und Osten grenzt Mühltal an die Stadt Ober-Ramstadt, im Südosten an die Gemeinde Modautal, im Südwesten an die Gemeinde Seeheim-Jugenheim sowie im Westen an die kreisfreie Stadt Darmstadt.

## Gemeindebildung
Mühltal wurde durch das Hessische Landesgesetz zur Neugliederung der Landkreise Darmstadt und Dieburg und der Stadt Darmstadt vom 26. Juni 1974 im Zuge der Gebietsreform in Hessen am 1. Januar 1977 aus den vier selbständigen Gemeinden Nieder-Ramstadt (Sitz der Gemeindeverwaltung), Traisa, Nieder-Beerbach und Frankenhausen gebildet. Bei den Kommunalwahlen 1977 wurden mit dem Stand Juni 1976 12.052 Einwohner zugrundegelegt.
Die Gemeinde Waschenbach, heute Ortsteil von Mühltal, war bereits am 1. April 1972 nach Nieder-Ramstadt eingegliedert worden.
Neben diesen geschlossenen Ortschaften wird heute außerdem die Siedlung Trautheim als Ortsteil im Sinne der Hessischen Gemeindeordnung genannt, die auf dem damaligen Gemeindegebiet (Gemarkung) Nieder-Ramstadt entstanden war.
Der am 11. August 1972 aus den ehemaligen Wohnplätzen Burgwald, Waldhof und Ziegelei gebildete Ortsteil In der Mordach der damaligen Gemeinde Nieder-Ramstadt ist heute Teil des Ortsteiles Nieder-Ramstadt und kein eigener Ortsbezirk.
Seinen neuen Namen erhielt „Mühltal“ aufgrund der zahlreichen Mahl-, Schleif-, Schneid- oder Hammermühlen, die ihre Standorte an der Modau und deren Zuflüssen hatten, weil Wasserstände, Strömung und Gefälle ganzjährig günstige Energiegewinnung gewährleisteten.

## Bevölkerung

### Einwohnerstruktur
Nach den Erhebungen des Zensus 2011 lebten am Stichtag, dem 9. Mai 2011, in Mühltal 13.405 Einwohner. Darunter waren 888 (6,6 %) Ausländer von denen 458 aus dem EU-Ausland, 245 aus anderen europäischen Ländern und 185 aus anderen Staaten kamen. Von den deutschen Einwohnern hatten 14,7 % einen Migrationshintergrund. Die Einwohner lebten in 5975 Haushalten. Davon waren 1987 Singlehaushalte, 1810 Paare ohne Kinder und 1599 Paare mit Kindern, sowie 444 Alleinerziehende und 134 Wohngemeinschaften.
6330 Einwohner gehörten der evangelischen (48,8 %) und 2450 Einwohner der katholischen (18,9,2 %) Konfession an. Daneben gab es 250 Mitglieder evangelischer Freikirchen (1,9 %) und 230 Mitglieder sonstiger Religionsgemeinschaften (1,8 %) sowie 3660 Einwohner, die keiner Religionsgemeinschaft (28,2 %) angehörten.

### Einwohnerentwicklung
| Mühltal: Einwohnerzahlen von 1970 bis 2015 | Mühltal: Einwohnerzahlen von 1970 bis 2015 | Mühltal: Einwohnerzahlen von 1970 bis 2015 | Mühltal: Einwohnerzahlen von 1970 bis 2015 | Mühltal: Einwohnerzahlen von 1970 bis 2015 |
| ------------------------------------------ | ------------------------------------------ | ------------------------------------------ | ------------------------------------------ | ------------------------------------------ |
| Jahr                                       |                                            |                                            |                                            | Einwohner                                  |
| 1970                                       | 1970                                       |                                            | 10.589                                     | 10.589                                     |
| 1976                                       | 1976                                       |                                            | 12.052                                     | 12.052                                     |
| 1984                                       | 1984                                       |                                            | 12.945                                     | 12.945                                     |
| 1992                                       | 1992                                       |                                            | 13.103                                     | 13.103                                     |
| 2000                                       | 2000                                       |                                            | 13.600                                     | 13.600                                     |
| 2005                                       | 2005                                       |                                            | 13.963                                     | 13.963                                     |
| 2010                                       | 2010                                       |                                            | 13.893                                     | 13.893                                     |
| 2011                                       | 2011                                       |                                            | 13.405                                     | 13.405                                     |
| 2015                                       | 2015                                       |                                            | 13.518                                     | 13.518                                     |
| Quellen: siehe folgende Liste              |                                            |                                            |                                            |                                            |

- Im Jahr 1970 zählten die 1977 zur Gemeinde Mühltal zusammengeschlossenen Gemeinden 10.589 Einwohner.[11]
- Bei den Kommunalwahlen 1977 wurden, mit dem Stand Juni 1976, 12.052 Einwohner zugrundegelegt.[12]
- Bei den Kommunalwahlen 1985 wurden, mit dem Stand 30. Juni 1984, 12.945 Einwohner zugrundegelegt.[13]
- Bei den Kommunalwahlen 1993 wurden, mit dem Stand 31. März 1992, 13.103 Einwohner zugrundegelegt.[14]
- Das Hessische Gemeindelexikon nennt für das Jahr 2000: 12.600 Einwohner.[15]
- Laut Hessischen Statistischen Landesamt wohnen am 30. Juni 2005 13963 Einwohner im Mühltal.[16]
- Das Hessisches Statistisches Landesamt meldete für den 30. Juni 2010: 13.893 Einwohner.[17]
- Beim Zensus 2011 wurden 13.405 Einwohner gezählt.[7]
- Für den 30. Juni 2015 gibt das Hessische Statistische Landesamt 13.518 Einwohner an.[18]

### Erwerbstätigkeit
Die Gemeinde im Vergleich mit Landkreis, Regierungsbezirk Darmstadt und Hessen:
|                                                   | Jahr | Gemeinde | Landkreis | Regierungsbezirk | Hessen    |
| ------------------------------------------------- | ---- | -------- | --------- | ---------------- | --------- |
| Sozialversicherungspflichtig Beschäftigte         | 2017 | 4465     | 74.525    | 1.695.567        | 2.524.156 |
| Veränderung zu                                    | 2000 | 46,4 %   | +21,1 %   | +16,1 %          | +16,0 %   |
| davon Vollzeit                                    | 2017 | 58,6 %   | 68,3 %    | 72,8 %           | 71,8 %    |
| davon Teilzeit                                    | 2017 | 41,4 %   | 31,7 %    | 27,2 %           | 28,2 %    |
| Ausschließlich geringfügig entlohnte Beschäftigte | 2017 | 567      | 15.305    | 224.267          | 372.991   |
| Veränderung zu                                    | 2000 | +18,1 %  | +14,4 %   | +9,0 %           | +8,8 %    |

| Branche                         | Jahr | Gemeinde | Landkreis | Regierungsbezirk | Hessen |
| ------------------------------- | ---- | -------- | --------- | ---------------- | ------ |
| Produzierendes Gewerbe          | 2000 | 26,7 %   | 41,1 %    | 27,0 %           | 30,6 % |
|                                 | 2017 | 18,5 %   | 31,3 %    | 20,4 %           | 24,3 % |
| Handel, Gastgewerbe und Verkehr | 2000 | 09,5 %   | 26,1 %    | 26,4 %           | 25,1 % |
|                                 | 2017 | 08,7 %   | 26,8 %    | 24,7 %           | 23,8 % |
| Unternehmensdienstleistungen    | 2000 | 11,0 %   | 11,6 %    | 25,1 %           | 20,2 % |
|                                 | 2017 | 09,5 %   | 17,1 %    | 31,6 %           | 26,1 % |
| Sonstige Dienstleistungen       | 2000 | 38,7 %   | 18,8 %    | 20,1 %           | 22,5 % |
|                                 | 2017 | 63,2 %   | 23,6 %    | 23,0 %           | 25,4 % |
| Sonstiges (bzw. ohne Zuordnung) | 2000 | 14,2 %   | 02,4 %    | 01,4 %           | 01,5 % |
|                                 | 2017 | 00,8 %   | 00,1 %    | 00,3 %           | 00,4 % |

## Religion
Mühltal ist eine traditionell stark christlich geprägte Ortsgemeinde. Historisch war Mühltal überwiegend protestantisch. Heute bestehen im Gemeindegebiet fünf Kirchengemeinden der Evangelischen Kirche in Hessen und Nassau, die von insgesamt vier Pfarrern betreut werden. Die katholische Kirche in Nieder-Ramstadt ist zuständig für den größten Teil von Mühltal und gehört zum Bistum Mainz. Die katholischen Christen in Frankenhausen gehören zu Ober-Modau, die Nieder-Beerbacher Katholiken sind Eberstadt angeschlossen. Weiter verstärkt wurde diese christliche Prägung durch die Ansiedlung der Nieder-Ramstädter Heime der inneren Mission (heute „Nieder-Ramstädter Diakonie“, NRD).
Insgesamt gibt es in Mühltal mehr als zehn einzelne Kirchen und religiöse Gemeinschaften:
- Bahai-Gemeinde Mühltal
- Christlicher Verein Junger Menschen
- Evangelische Kirche Nieder-Ramstadt mit Trautheim und Waschenbach
- Evangelische Kirche Nieder-Beerbach
- Evangelische Kirche Frankenhausen (eigenständige Gemeinden mit gemeinsamen Pfarrer)
- Evangelische Kirchengemeinde Traisa
- Evangelische Lazaruskirche in der Nieder-Ramstädter Diakonie
- Evangelisch Freikirchliche Gemeinde Mühltal (Baptisten)
- Landeskirchliche Gemeinschaft Nieder-Ramstadt e. V. (mit EC-Deutschland)
- Katholische Kirche St. Michael[19]

Unter vielen dieser Gemeinden gibt es eine enge Zusammenarbeit mit gemeinsamen Projekten wie etwa den Ferienspielen, bei denen jedes Jahr etwa 230 Kinder unter der Betreuung von etwa 50 ehrenamtlichen Mitarbeitern ein 9-tägiges Spiel-Spaß-Sport-Bastel-Werk-Programm erleben können.

## Politik

### Gemeindevertretung
Die Kommunalwahl am 14. März 2021 lieferte folgendes Ergebnis, in Vergleich gesetzt zu früheren Kommunalwahlen:
| Sitzverteilung in der Gemeindevertretung 2021Insgesamt 37 Sitze - Linke: 2 - SPD: 5 - Grüne: 8 - FDP: 4 - CDU: 9 - DM: 2 - FUCHS: 5 - BEW: 2 | Parteien und Wählergemeinschaften | Parteien und Wählergemeinschaften           | % 2021 | Sitze 2021 | % 2016 | Sitze 2016 | % 2011 | Sitze 2011 | % 2006 | Sitze 2006 | % 2001 | Sitze 2001 |
| Sitzverteilung in der Gemeindevertretung 2021Insgesamt 37 Sitze - Linke: 2 - SPD: 5 - Grüne: 8 - FDP: 4 - CDU: 9 - DM: 2 - FUCHS: 5 - BEW: 2 | CDU                               | Christlich Demokratische Union Deutschlands | 26,0   | 9          | 27,0   | 10         | 31,2   | 11         | 32,6   | 12         | 32,1   | 12         |
| Sitzverteilung in der Gemeindevertretung 2021Insgesamt 37 Sitze - Linke: 2 - SPD: 5 - Grüne: 8 - FDP: 4 - CDU: 9 - DM: 2 - FUCHS: 5 - BEW: 2 | SPD                               | Sozialdemokratische Partei Deutschlands     | 14,1   | 5          | 19,8   | 7          | 26,8   | 10         | 37,8   | 14         | 39,7   | 15         |
| Sitzverteilung in der Gemeindevertretung 2021Insgesamt 37 Sitze - Linke: 2 - SPD: 5 - Grüne: 8 - FDP: 4 - CDU: 9 - DM: 2 - FUCHS: 5 - BEW: 2 | GRÜNE                             | Bündnis 90/Die Grünen                       | 21,1   | 8          | 14,4   | 5          | 26,8   | 10         | 20,0   | 7          | 19,7   | 7          |
| Sitzverteilung in der Gemeindevertretung 2021Insgesamt 37 Sitze - Linke: 2 - SPD: 5 - Grüne: 8 - FDP: 4 - CDU: 9 - DM: 2 - FUCHS: 5 - BEW: 2 | FUCHS                             | Fuchs-Mühltal                               | 12,9   | 5          | 14,3   | 5          | —      | —          | —      | —          | —      | —          |
| Sitzverteilung in der Gemeindevertretung 2021Insgesamt 37 Sitze - Linke: 2 - SPD: 5 - Grüne: 8 - FDP: 4 - CDU: 9 - DM: 2 - FUCHS: 5 - BEW: 2 | FDP                               | Freie Demokratische Partei                  | 9,8    | 4          | 10,0   | 4          | 7,2    | 3          | 9,6    | 4          | 8,6    | 3          |
| Sitzverteilung in der Gemeindevertretung 2021Insgesamt 37 Sitze - Linke: 2 - SPD: 5 - Grüne: 8 - FDP: 4 - CDU: 9 - DM: 2 - FUCHS: 5 - BEW: 2 | DM                                | Die Mühltaler                               | 6,1    | 2          | 10,2   | 4          | 8,0    | 3          | —      | —          | —      | —          |
| Sitzverteilung in der Gemeindevertretung 2021Insgesamt 37 Sitze - Linke: 2 - SPD: 5 - Grüne: 8 - FDP: 4 - CDU: 9 - DM: 2 - FUCHS: 5 - BEW: 2 | BEW                               | Beerwischer                                 | 5,3    | 2          | —      | —          | —      | —          | —      | —          | —      | —          |
| Sitzverteilung in der Gemeindevertretung 2021Insgesamt 37 Sitze - Linke: 2 - SPD: 5 - Grüne: 8 - FDP: 4 - CDU: 9 - DM: 2 - FUCHS: 5 - BEW: 2 | LINKE                             | Die Linke                                   | 4,8    | 2          | 4,3    | 2          | —      | —          | —      | —          | —      | —          |
| Sitzverteilung in der Gemeindevertretung 2021Insgesamt 37 Sitze - Linke: 2 - SPD: 5 - Grüne: 8 - FDP: 4 - CDU: 9 - DM: 2 - FUCHS: 5 - BEW: 2 | Gesamt                            | Gesamt                                      | 100,0  | 37         | 100,0  | 37         | 100,0  | 37         | 100,0  | 37         | 100,0  | 37         |
| Sitzverteilung in der Gemeindevertretung 2021Insgesamt 37 Sitze - Linke: 2 - SPD: 5 - Grüne: 8 - FDP: 4 - CDU: 9 - DM: 2 - FUCHS: 5 - BEW: 2 | Wahlbeteiligung in %              | Wahlbeteiligung in %                        | 61,7   | 61,7       | 56,5   | 56,5       | 56,3   | 56,3       | 50,5   | 50,5       | 57,6   | 57,6       |

### Bürgermeister
Nach der hessischen Kommunalverfassung wird der Bürgermeister für eine sechsjährige Amtszeit gewählt, seit dem Jahr 1993 in einer Direktwahl, und ist Vorsitzender des Gemeindevorstands, dem in der Gemeinde Mühltal neben dem Bürgermeister ehrenamtlich ein Erster Beigeordneter und acht weitere Beigeordnete angehören. Bürgermeister ist seit dem 16. Mai 2024 Niels Starke (CDU). 
Er wurde am 18. Februar 2024 in einer Stichwahl, die Amtsinhaber Willi Muth (FDP) für eine zweite Amtszeit verfehlte, bei 56,9 Prozent Wahlbeteiligung mit 61,5 Prozent der Stimmen gewählt.
Amtszeiten der Bürgermeister
- 2024–2030 Niels Starke (CDU)[25]
- 2018–2024 Willi Muth (FDP)[26]
- 2007–2017 Astrid Mannes (CDU) (Amtsantritt 28. November 2007, ausgeschieden 24. Oktober 2017 als MdB mit der Konstituierung des 19. Deutschen Bundestags; Erste Stadträtin Edelgard Heymann leitete die Gemeindeverwaltung danach kommissarisch.)[30]
- 1995–2007 Gernot Runtsch (SPD)
- 1985–1995 Ansgar Rinder (CDU)
- 1977–1985 Willi Späth (zuvor Bürgermeister in Nieder-Ramstadt von 1954 bis 1976)

### Ortsbezirke
Folgende Ortsbezirke mit Ortsbeirat und Ortsvorsteher nach der Hessischen Gemeindeordnung gibt es im Gemeindegebiet:
- Ortsbezirk Frankenhausen (Gebiete der ehemaligen Gemeinde Frankenhausen). Der Ortsbeirat besteht aus fünf Mitgliedern.
- Ortsbezirk Nieder-Beerbach (Gebiete der ehemaligen Gemeinde Nieder-Beerbach). Der Ortsbeirat besteht aus fünf Mitgliedern.
- Ortsbezirk Nieder-Ramstadt (Gebiete der ehemaligen Gemeinde Nieder-Ramstadt). Der Ortsbeirat besteht aus fünf Mitgliedern.
- Ortsbezirk Traisa (Gebiete der ehemaligen Gemeinde Traisa). Der Ortsbeirat besteht aus fünf Mitgliedern.
- Ortsbezirk Frankenhausen (Gebiete der ehemaligen Gemeinde Frankenhausen). Der Ortsbeirat besteht aus fünf Mitgliedern.
- Ortsbezirk Trautheim (Gebiete des Ortsteils Trautheim). Der Ortsbeirat besteht aus fünf Mitgliedern.
- Ortsbezirk Waschenbach (Gebiete der ehemaligen Gemeinde Waschenbach). Der Ortsbeirat besteht aus fünf Mitgliedern.

### Wappen und Flagge
Wappen

Blasonierung: „Das Gemeindewappen zeigt auf goldenem Hintergrund drei grüne Eicheln auf einem Stiel aus einem unterhalben, roten Mühlrad wachsend, begleitet von einem roten Wolfseisen und einer roten Brezel.“
Das Wappen wurde der Gemeinde Mühltal am 8. März 1979 durch den Hessischen Innenminister genehmigt. Gestaltet wurde es durch den Bad Nauheimer Heraldiker Heinz Ritt.
Die einzelnen Elemente des Wappens lehnen sich an die alten Wappen der Ortsteile an. Die drei grünen Eicheln sind dem Frankenhäuser Wappen entnommen und zeigen dadurch, dass sie die anderen Elemente überragen, die Lage Frankenhausen als den geographisch höchsten Ortsteil der Gemeinde. Das Wolfseisen entstammt dem Nieder-Beerbacher Ortswappen und weist auf die ehemalige Ortsherrschaft der Herren von Frankenstein hin. Dem Nieder-Ramstädter und dem Traisaer Wappen entstammt die gestürzte Brezel, die an die frühere Bedeutung der gemeinsamen Bäcker- und Müllerzunft erinnert. Das Mühlrad kommt im Waschenbacher Wappen vor als Verweis auf die örtliche Mühle, wurde aber auch als redendes, allgemeines Symbol Mühltals gewählt und auf das in allen Ortsteilen historisch sehr umfangreiche Mühlengewerbe hinweist.

Wappen von Frankenhausen
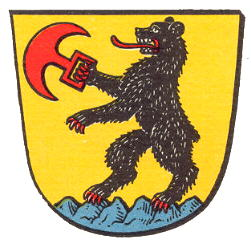
Wappen von Nieder-Beerbach
Wappen von Nieder-Ramstadt
Wappen von Traisa
Wappen von Waschenbach

Flagge
Die Flagge wurde der Gemeinde am 11. September 1986 durch den Hessischen Innenminister genehmigt und wird wie folgt beschrieben:
„Auf rot-weißer Flaggenbahn in der oberen Hälfte aufgelegt das Gemeindewappen.“

### Städtepartnerschaften
Mühltal pflegt seit 1980 eine Städtepartnerschaft zu Vingåker in Schweden, seit 1981 zum französischen Nemours und seit 2022 zum italienischen Lenola.
 Lenola befindet sich circa 120 km südöstlich von Rom. Lenola hat 4161 Einwohner (31. Dezember 2019).
 Die Stadt Nemours mit St.-Pierre-les-Nemours liegt etwa 75 km südlich von Paris in der Region Île-de-France. Beide Städte zusammen haben etwa 18.000 Einwohner.
 Vingåker befindet sich etwa 160 km westlich von Stockholm in der Region Sörmland am Tisnaren. Mit allen Ortsteilen hat es in etwa 10.000 Einwohner.

## Kultur und Sehenswürdigkeiten

### Bauwerke

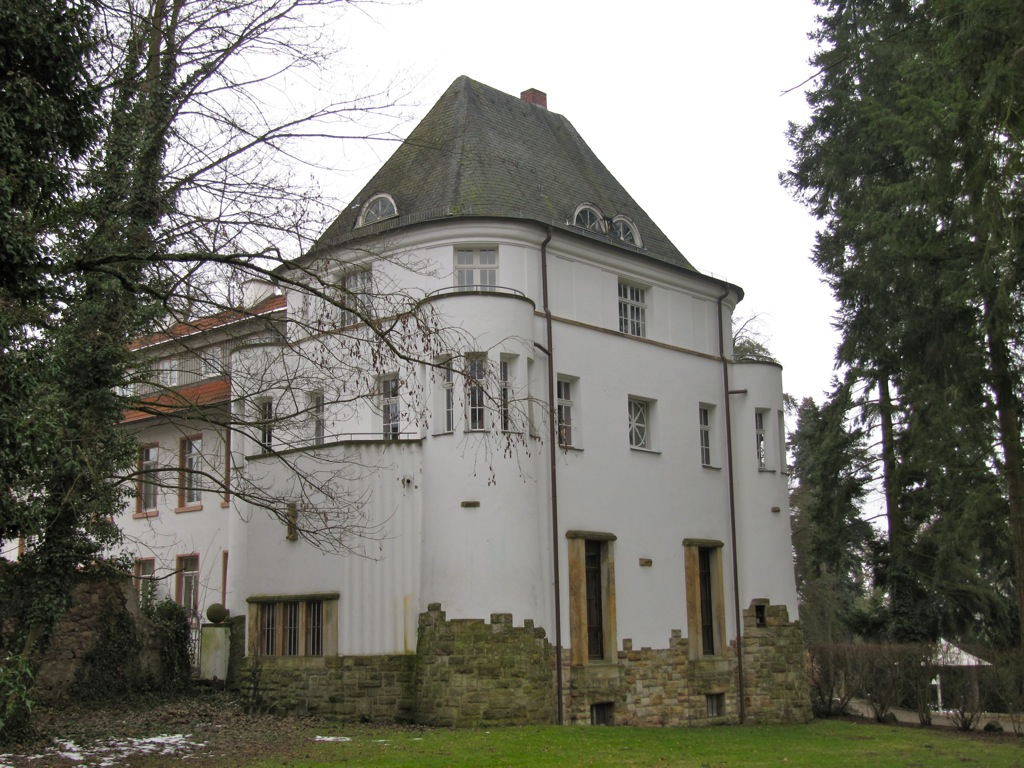
Hofgut Dippelshof in Traisa

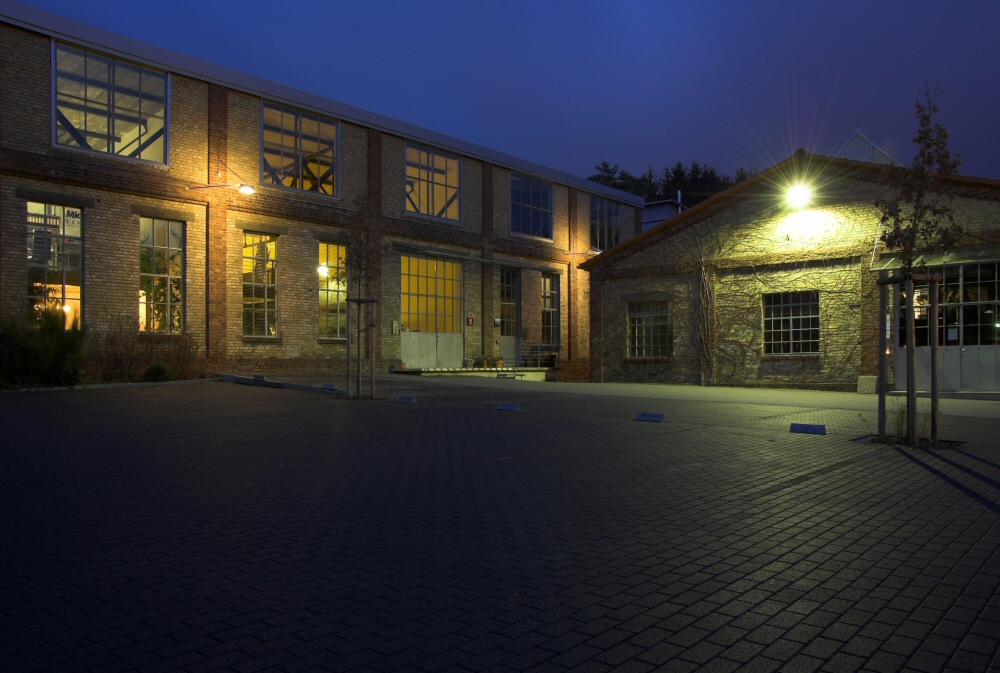
Häuser auf dem Gelände der Wackerfabrik

In Mühltal stehen einige Gebäude, die mehr als 200 Jahre alt sind, darunter einige Fachwerkhäuser. Der Ortskern von Nieder-Ramstadt, insbesondere die Ober-Ramstädter-Straße, steht zum Teil unter Aufsicht der zuständigen Denkmalbehörde. In allen Ortsteilen gibt es Fachwerkhäuser.
Die bekannteste Sehenswürdigkeit auf dem Gebiet der Gemeinde Mühltal ist die Ruine der Burg Frankenstein, die inzwischen vor allem durch die jährlich stattfindenden Halloween-Festivals in Deutschland bekannt wurde.
Im Ortsteil Traisa liegt in der Nähe des Golfplatzes das Hofgut Dippelshof, benannt nach Johann Albert Dippel, dem älteren Bruder des deutschen Alchemisten und Arztes Johann Konrad Dippel. Der Dippelshof ist ein vor dem Dreißigjährigen Krieg erbautes Anwesen. 1710 wurde das Gut wieder errichtet und war im 19. Jahrhundert ein beliebtes Darmstädter Ausflugsziel. 1911–1913 wurde der Gutshof für Friedrich Wilhelm Bullrich durch den Architekten Edmund Körner erweitert, der zu dieser Zeit Mitglied der Darmstädter Künstlerkolonie war. Heute beherbergt der unter Denkmalschutz stehende, in den 1990er Jahren renovierte Dippelshof ein Hotel und Restaurant.
An der Grenze zu Ober-Ramstadt liegt das Gelände der historischen Fabrik Wacker und Doerr (heute Wacker Fabrik), das als Kultur-, Kunst- und Business-Zentrum genutzt wird. Dort finden jährliche Theatertage, Ausstellungen und Kunstevents statt. Zur Vervollständigung des Ensembles ist auch ein Restaurant eingerichtet worden. Darüber hinaus gibt es Amateurtheatergruppen, die in Mühltal proben und auftreten.

### Regelmäßige Veranstaltungen
- Das Frankenstein-Bergturnfest im Naturschutzgebiet in der Nähe der Burg Frankenstein im Ortsteil Nieder-Beerbach findet seit dem Jahr 1902 alljährlich im August/September das Frankenstein-Bergturnfest statt, das turnerischen und leichtathletischen Wettkämpfen umfasst. Insbesondere die Wald- bzw. Langstreckenläufe sind beliebt. Teilnehmen können Kinder bis Senioren.
- SV3sathlon, ein jährlicher Triathlon, welcher in Traisa startet und vom SV Traisa organisiert wird.[35]
- Leichtathletik-Kinder-Liga Hallensportfest: Die TG 1879 Traisa e. V. richtet seit über 26 Jahren im März jeden Jahres ihr Hallensportfest aus. Seit 2014 findet zu diesem Termin der Auftakt-Wettkampf der Kinder-Leichtathletik-Liga statt.[35]
- Karnevalsveranstaltungen bei der TG 1879 Traisa e.V. – Gardetreffen, Rathaussturm
- Karnevalsveranstaltungen bei der SKG Nieder-Beerbach 1946 e.V.
- night-run – jedes Jahr im Juni – ausgerichtet von der TG 1879 Traisa e.V. und dem SV 1911 Traisa e.V.

### Naturdenkmale
In der Gemarkung Nieder-Beerbach befinden sich die Magnetsteine, ein geologisches Naturdenkmal. In der Gemarkung Waschenbach liegt das geologische Naturdenkmal Billersteine. Zwei weitere Naturdenkmale im Gemeindegebiet dienen als Vogelschutzgehölze, der Gipfel des Glockert bei Waschenbach und das Vogelschutzgehölz Auf der Schmallert bei Nieder-Ramstadt.
- Siehe auch: Liste der Naturdenkmale in Mühltal

## Wirtschaft und Infrastruktur

### Unternehmen
Zwischen Nieder-Beerbach, Waschenbach und Frankenhausen befinden sich zwei Tagebaue der Mitteldeutsche Hartstein-Industrie AG (MHI), in denen Gabbro gewonnen wird. Bevor sie in die MHI aufging, wurde der Abbau durch die Odenwälder Hartstein-Industrie A.-Ges. (OHI) betrieben. Südwestlich des Ortsteils Nieder-Ramstadt ist ein kleines Gewerbegebiet mit mittelständischen Betrieben und mehreren Supermärkten entstanden.
Der größte Mühltaler Arbeitgeber ist die Stiftung Nieder-Ramstädter Diakonie (NRD), die Wohnungen und Werkstätten für Menschen mit körperlichen und geistigen Behinderungen betreibt und diese betreut.
In Mühltal-Traisa hat der 1987 gegründete Theaterverlag Reinehr seinen Sitz.

### Flächennutzung
Das Gemeindegebiet umfasst eine Gesamtfläche von 2534 Hektar, davon entfallen in ha auf:
| Nutzungsart             | Nutzungsart             | 2011 | 2015 |
| ----------------------- | ----------------------- | ---- | ---- |
| Gebäude- und Freifläche | Gebäude- und Freifläche | 325  | 330  |
| davon                   | Wohnen                  | 227  | 227  |
|                         | Gewerbe                 | 29   | 37   |
| Betriebsfläche          | Betriebsfläche          | 24   | 26   |
| davon                   | Abbauland               | 20   | 19   |
| Erholungsfläche         | Erholungsfläche         | 41   | 44   |
| davon                   | Grünanlage              | 9    | 10   |
| Verkehrsfläche          | Verkehrsfläche          | 139  | 140  |
| Landwirtschaftsfläche   | Landwirtschaftsfläche   | 876  | 867  |
| davon                   | Moor                    | 1    | 1    |
|                         | Heide                   | 0    | 0    |
| Waldfläche              | Waldfläche              | 1071 | 1070 |
| Wasserfläche            | Wasserfläche            | 15   | 20   |
| Sonstige Nutzung        | Sonstige Nutzung        | 41   | 37   |

### Verkehr

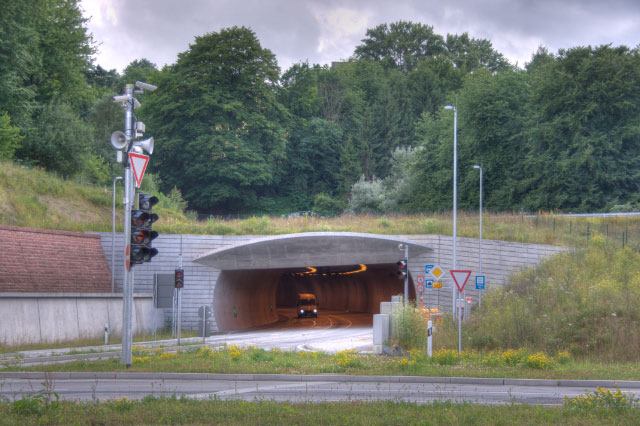
Nordportal des Lohbergtunnels

Die Busse N, NB, NE, O, K50 und 678 verbinden mit Darmstadt, Ober-Ramstadt, Modautal und anderen Gemeinden der näheren Umgebung.
Im Mühltal befindet sich ein Haltepunkt an der Odenwaldbahn, welche seit 2005 durch die VIAS GmbH als Eisenbahnverkehrsunternehmen betrieben wird. Vom Bahnhof Mühltal gibt es Verbindungen in Richtung Frankfurt am Main über Darmstadt Nord sowie nach Darmstadt Hbf, Erbach und Eberbach am Neckar.
Mühltal ist über die Bundesstraße 449 mit Darmstadt verbunden sowie an der Bundesstraße 426 gelegen. Da Nieder-Ramstadt in der Vergangenheit stark unter Durchgangsverkehr zu leiden hatte, wurde eine Ortsumgehung der B 426 gebaut und am 29. Juni 2007 eröffnet. Die B 426 führt jetzt über die Waschenbach-Talbrücke, die Griesbach-Talbrücke und durch den Lohbergtunnel an Nieder-Ramstadt vorbei.

## Persönlichkeiten
- Rudolf von und zu Frankenstein (* 1523 auf Burg Frankenstein; † 1560 in Lauterburg), Fürstbischof von Speyer
- Johann Karl von und zu Franckenstein (* 1610 auf Burg Frankenstein; † 1691 in Frankfurt am Main), Fürstbischof von Worms
- Johann Konrad Dippel (* 1673 auf Burg Frankenstein; † 1734 auf Schloss Wittgenstein in Bad Laasphe) war ein deutscher Theologe, Alchemist, Anatom und Arzt.
- Hermann Poeverlein (* 1911 in Ludwigshafen), Professor für Angewandte Geophysik und Lehrstuhlinhaber Darmstadt, lebte in Mühltal[38]
- Georg Bernhardt (* 1936 in Nieder-Beerbach), Generalmajor der Bundeswehr